# Saint-Jean-de-Védas
Saint-Jean-de-Védas (okzitanisch Sant Joan de Vedats) ist eine französische Gemeinde mit 13.300 Einwohnern (Stand: 1. Januar 2022) im Département Hérault in der Region Okzitanien; sie gehört zum Arrondissement Montpellier und zum Kanton Lattes. Die Einwohner heißen Védasiens.

## Geographie
Saint-Jean-de-Védas liegt am Massif de la Gardiole im Südwesten von Montpellier. Einige Kilometer Richtung Südosten liegt der Golfe du Lion (Mittelmeer).
Nachbargemeinden von Saint-Jean-de-Védas sind Montpellier im Norden und Nordosten, Lattes im Osten, Villeneuve-lès-Maguelone, Fabrègues im Südwesten, Saussan im Westen und Lavérune im Nordwesten.
Saint-Jean-de-Védas gehört zum Weinbaugebiet Vin de pays des Collines de la Moure.

## Verkehr
Saint-Jean-de-Védas ist an das Netz der Straßenbahn Montpellier angeschlossen. Alle Stationen werden von der Linie 2 bedient:
- Victoire 2
- La Condamine
- Saint-Jean-le-Sec
- Saint-Jean de Védas Centre

Durch die Gemeinde führt außerdem die Autoroute A9 von Orange zur spanischen Grenze.

## Bevölkerungsentwicklung
| Jahr      | 1962 | 1968 | 1975 | 1982 | 1990 | 1999 | 2006 | 2017   |
| Einwohner | 1772 | 2086 | 3529 | 4284 | 5390 | 8056 | 8585 | 10.008 |

## Sehenswürdigkeiten
- Rathaus
- Château du Terral

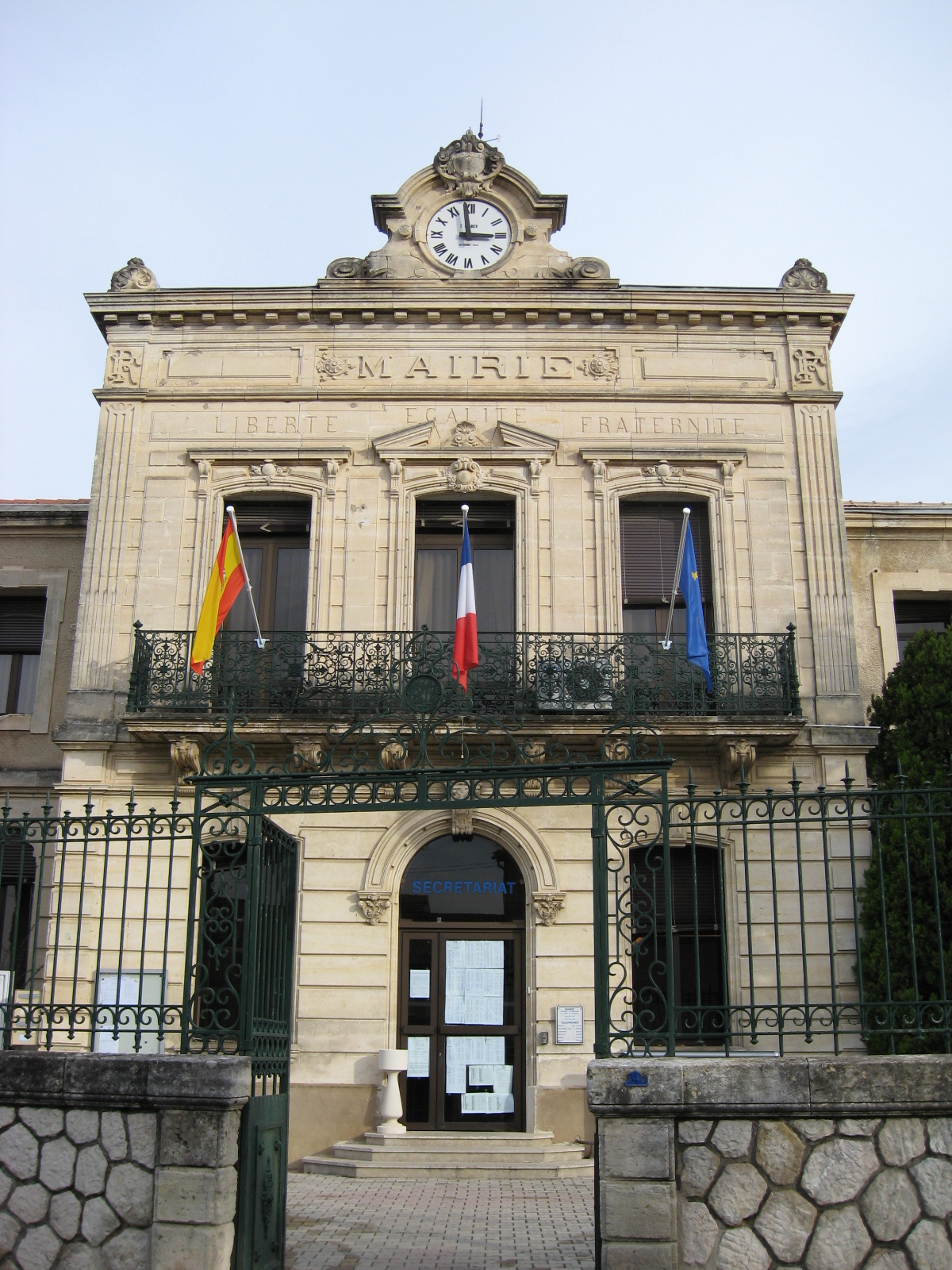
Rathaus

- Mühle Saint-Joseph aus dem 18. Jahrhundert

## Gemeindepartnerschaft
- Librilla, Region Murcia, Spanien